# 성책 (연호)
성책(聖冊)은 마진 궁예의 연호이다. 905년부터 910년까지 사용되었다. 개원하면서 도읍을 철원으로 옮겼다.

## 연대대조표
| 성책                | 원년       | 2년        | 3년        | 4년        | 5년        | 6년        |
| 서력                | 905년      | 906년      | 907년      | 908년      | 909년      | 910년      |
| 육십간지 (六十干支) | 을축(乙丑) | 병인(丙寅) | 정묘(丁卯) | 무진(戊辰) | 기사(己巳) | 경오(庚午) |

## 같이 보기
- 한국의 연호

| 이전 연호 무태(武泰) | 한국의 연호 마진(摩震) | 다음 연호 수덕만세(水德萬歲) |